# نوفوفالبارايسو دي غوياس
نوفوفالبارايسو دي غوياس هي بلدية في البرازيل، تتبع غوياس، بلغ عدد سكانها 132٬982  نسمة، في 2010، تبلغ مساحتها 60٫111 كيلومتر مربع.

## الموقع
تشترك في الحدود مع:
- نوفو غاما.